# 内藤頼多
内藤 頼多（ないとう よりた）は、江戸時代中期の信濃国高遠藩の世嗣。官位は従五位下・駿河守。

## 略歴
尾張藩主・徳川宗勝の十二男として誕生。母は側室のお登世の方（清光院、馬場氏）。正室は秋田定季の娘・富姫。子は長好（長男）。
内藤頼寛が早世したため、宝暦11年（1761年）に内藤頼由の養子となる。しかし、頼寛同様に家督を継ぐことなく夭逝した。代わって、越後国村上藩から頼尚が養子として迎えられ、嫡子となった。